# Pokhara
Pokhara er en by i det centrale Nepal, med et indbyggertal (pr. 2006) på cirka 200.000. Byen er hovedstad i Kaski-distriktet og en af de mest populære turistbyer i landet.
| - Billeder fra Pokhara - Kloster - Toppen af Machapuchare - Bygning i den gamle bydel - En indbygger i Pokhara - Et lille tempel - Søen Phewa - Både på Phewa - Buddhistisk stupa |